# Жорди (певец)
Жорди́ (фр. Jordy, полное имя Жорди́ Клод Даниэ́ль Лемуа́н, род. 14 января 1988) — французский певец. Известен как самый молодой исполнитель, когда-либо возглавший музыкальные чарты где-либо в мире  — в 1992 году, когда Жорди было 4 с половиной года, его песня «Dur dur d'être bébé!» («Тяжело быть малышом») достигла 1 места во Франции.

## Биография
Жорди Лемуан родился 14 января 1988 года на севере Франции. Его отец Клод Лемуан — музыкальный продюсер, известный у себя на родине прежде всего по работе с популярной французской рок-группой Rockets. Мать Патрисия Клерже — бывшая певица, писавшая также сама песни. В начале 1980-х годов у неё вышла пара синглов, но ко времени рождения сына она уже не выступала.
Ещё некрепко стоя на ногах, Жорди уже подпевал классическим песням знаменитых французских шансонье. Его выступления дома перед гостями пользовались успехом.
А потом родителям пришла идея, что из него можно сделать коммерчески успешного певца. Ребёнка показали на лейбле Columbia Records, он произвёл впечатление, и в 1992 году у него уже вышел  дебютный сингл «Dur dur d'être bébé!» («Тяжело быть малышом»). Сингл взлетел на 1 место французских музыкальных чартов, а затем стал хитом и в других странах Европы и в Японии, продавшись в 2 миллионах экземпляров. В том же году у Жорди вышел первый альбом Pochette Surprise (Surprise Package), который также был коммерчески успешным. Кроме того, песня «Dur dur d'être bébé!» была издана как сингл и в США, достигнув там 58 места.
В следующем альбоме Жорди упор был сделан на рождественские песни. Альбом назывался Potion magique и вышел в конце 1993 года.
Но потом французское правительство, обеспокоенное возможной эксплуатацией ребёнка в коммерческих целях, запретило проигрывать песни в его исполнении на французских радио и телевидении. На это решение повлияло также то, что в прессе появлялись настораживающие материалы, в которых, в частности, отца и мать молодого певца обвиняли в том, что те ненадлежаще исполняют свои родительские обязанности. Поэтому, когда в 1996 году вышел третий альбом Жорди La Récréation, он остался совсем незамеченным.

## Дискография

### Альбомы
- Pochette Surprise (Surprise Package)[англ.] (1992)
- Potion magique (1993)
- La Récréation (1995)

### Синглы
- «Dur dur d’être bébé!»[англ.] (1992)[4]
- «Alison» (1992)
- «Les Boules» (1993)
- «It’s Christmas, c’est Noël» (1993)
- «Je t’apprendrai» (2006)